# 齊羅 (密西西比州)
齊羅（英語：Zero）是位於美國密西西比州勞德代爾縣的非建制地區。當地於1900年時有50人。

## 地理
齊羅所處的海拔為高於海平面137米（即449英呎），而該地所採用的時區為UTC-6，即北美中部時區（CST）。同時該地設有夏令時間，為UTC-6調快一小時，即UTC-5（CDT）。